# Centre de détention des Nations Unies en Tanzanie
Le centre de détention des Nations unies (UNDF en anglais) est un centre de détention des Nations unies situé à Arusha, dans le nord de la Tanzanie. L'autre est le quartier pénitentiaire des Nations unies à La Haye, aux Pays-Bas. L'installation est gérée par le Mécanisme international résiduel pour les tribunaux pénaux (IRMCT), une organisation des Nations unies.

## Tribunal Rwandais
L'UNDF a servi de centre de détention pour le Tribunal pénal international pour le Rwanda (TPIR) jusqu'à sa fermeture en 2015. Créée à la suite du génocide rwandais de 1994, l'UNDF est une institution de 89 cellules située dans une prison de haute sécurité à huit kilomètres de la ville d'Arusha. Il était exclusivement mandaté pour détenir les personnes inculpées ou soupçonnées d'avoir commis des crimes de guerre par le Tribunal pénal international pour le Rwanda (TPIR) ou l'IRMCT.
À son apogée, 51 personnes amenées de plus de 15 pays y étaient confinées. Parmi eux figuraient l'ancien chef d'état-major de l'armée rwandaise Augustin Bizimungu, le chanteur pop Simon Bikindi, ainsi que l'ancien ministre de la Défense Théoneste Bagosora. Le bien-être des détenus est contrôlé par le Comité international de la Croix-Rouge (CICR).